# La Duchesse de Langeais (téléfilm, 1995)
Pour les articles homonymes, voir La Duchesse de Langeais (homonymie).
La Duchesse de Langeais est un téléfilm français réalisé par Jean-Daniel Verhaeghe diffusé en 1995, adapté du roman éponyme de Honoré de Balzac.

## Synopsis
Le général de Montriveau tombe amoureux de Antoinette de Langeais, mais cette dernière le rejette.

## Fiche technique
- Titre : La Duchesse de Langeais
- Réalisation : Jean-Daniel Verhaeghe
- Scénario : Jean-Claude Carrière, d’après Honoré de Balzac
- Durée : 79 min.
- Diffusion : 1995

## Distribution
- Laure Duthilleul : Antoinette de Langeais
- Robin Renucci : le général de Montriveau
- Edwige Feuillère : la princesse de Blamont-Chauvry
- Bernard Verley : le marquis de Ronquerolles
- Pierre Vernier
- Jacques Mauclair
- Raymond Gérôme
- Françoise Dorner

## Autour du téléfilm
C'est la dernière apparition à l'écran d'Edwige Feuillère, qui incarna Antoinette de Langeais au cinéma dans La Duchesse de Langeais de Jacques de Baroncelli (1942).